# Obed Vargas
Obed Gómez Vargas (ur. 5 sierpnia 2005 w Anchorage) – meksykański piłkarz z obywatelstwem amerykańskim występujący na pozycji środkowego lub defensywnego pomocnika, reprezentant Meksyku, od 2021 roku zawodnik Seattle Sounders.